# Château-Gaillard (Ain)
Pour les articles homonymes, voir Gaillard et Château-Gaillard.
Château-Gaillard est une commune française située dans le département de l'Ain en région Auvergne-Rhône-Alpes.
Ses habitants s'appellent les  Châteaugaillardanes et les Châteaugaillardans.

## Géographie
Château-Gaillard se trouve dans la plaine de l'Ain à trois kilomètres d'Ambérieu-en-Bugey. La commune se trouve au niveau de la sortie numéro 8 de l'autoroute A 42.

### Relief et géologie
La commune de Château-Gaillard est située sur un substrat d'origine alluvial, datant de l'ère quaternaire, constitué de galets, principalement calcaires, déposés lors du Würm récent. Sa situation dans le lit majeur de l'Albarine et le lit majeur de l'Ain en fait une commune propice aux inondations. Toutefois, le bourg ancien est protégé car il est construit au niveau d'un promontoire, à une altitude moyenne de 245 mètres, qui surplombe les deux lits. En revanche, le hameau de Cormoz, la Poisatière et les Ravinelles se situent au niveau du bassin versant de l'Albarine, qui correspond à son lit majeur lorsque son tracé était autrefois plus fluctuant. Dans le lit majeur de l'Ain, d'une largeur d'environ 2 km coule, au milieu d'une ripisylve constituée principalement de peupliers et d'aulnes, le Seymard.

### Climat
Pour des articles plus généraux, voir Climat d'Auvergne-Rhône-Alpes et Climat de l'Ain.
En 2010, le climat de la commune est de type climat des marges montargnardes, selon une étude du CNRS s'appuyant sur une série de données couvrant la période 1971-2000. En 2020, Météo-France publie une typologie des climats de la France métropolitaine dans laquelle la commune est dans une zone de transition entre le climat semi-continental et le climat de montagne et est dans la région climatique Bourgogne, vallée de la Saône, caractérisée par un bon ensoleillement (1 900 h/an), un été chaud (18,5 °C), un air sec au printemps et en été et des vents faibles.
Pour la période 1971-2000, la température annuelle moyenne est de 11,4 °C, avec une amplitude thermique annuelle de 18 °C. Le cumul annuel moyen de précipitations est de 1 087 mm, avec 10,8 jours de précipitations en janvier et 7,5 jours en juillet. Pour la période 1991-2020, la température moyenne annuelle observée sur la station météorologique installée sur la commune est de 11,9 °C et le cumul annuel moyen de précipitations est de 1 117,5 mm,. Pour l'avenir, les paramètres climatiques de la commune estimés pour 2050 selon différents scénarios d'émission de gaz à effet de serre sont consultables sur un site dédié publié par Météo-France en novembre 2022.
| Mois                                  | jan.             | fév.             | mars             | avril           | mai             | juin           | jui.            | août          | sep.            | oct.            | nov.            | déc.            | année      |
| ------------------------------------- | ---------------- | ---------------- | ---------------- | --------------- | --------------- | -------------- | --------------- | ------------- | --------------- | --------------- | --------------- | --------------- | ---------- |
| Température minimale moyenne (°C)     | −0,1             | 0                | 2,6              | 5,5             | 9,5             | 13             | 14,7            | 14,4          | 10,9            | 8,1             | 3,5             | 0,8             | 6,9        |
| Température moyenne (°C)              | 3,2              | 4,2              | 8                | 11,3            | 15,2            | 19             | 21,1            | 20,9          | 16,7            | 12,6            | 7,1             | 3,9             | 11,9       |
| Température maximale moyenne (°C)     | 6,5              | 8,4              | 13,5             | 17,1            | 20,9            | 25             | 27,5            | 27,3          | 22,4            | 17,1            | 10,8            | 7               | 17         |
| Record de froid (°C) date du record   | −26,9 23.01.1963 | −20,8 05.02.1963 | −15,5 07.03.1971 | −6,1 08.04.1956 | −3,3 01.05.1960 | 1,3 04.06.1962 | 3,6 08.07.1954  | 3 30.08.1986  | −1,2 27.09.1972 | −7,2 31.10.1997 | −10 27.11.1955  | −17,3 20.12.09  | −26,9 1963 |
| Record de chaleur (°C) date du record | 18,1 10.01.15    | 22,9 28.02.1960  | 26,6 22.03.1990  | 29,1 21.04.18   | 34,4 24.05.09   | 38,1 22.06.03  | 40,2 27.07.1983 | 41,2 24.08.23 | 35,4 05.09.1949 | 29,9 09.10.23   | 23,2 12.11.1995 | 21,3 18.12.1989 | 41,2 2023  |
| Ensoleillement (h)                    | 679              | 984              | 170              | 1 936           | 2 203           | 2 519          | 2 878           | 2 611         | 1 889           | 1 216           | 728             | 549             | 1 989      |
| Précipitations (mm)                   | 84,9             | 70               | 75               | 87,2            | 106,4           | 88,8           | 86              | 83            | 106,1           | 117,7           | 117,9           | 94,5            | 1 117,5    |

## Urbanisme

### Typologie
Au 1er janvier 2024, Château-Gaillard est catégorisée bourg rural, selon la nouvelle grille communale de densité à 7 niveaux définie par l'Insee en 2022.
Elle est située hors unité urbaine. Par ailleurs la commune fait partie de l'aire d'attraction de Lyon, dont elle est une commune de la couronne,. Cette aire, qui regroupe 397 communes, est catégorisée dans les aires de 700 000 habitants ou plus (hors Paris),.
Sur le plan morphologique, l'agglomération de Château-Gaillard est divisée en quatre unités distinctes : 
- le bourg, autour de l'église et de la mairie (environ 30 hectares) ;
- séparé du bourg par l'A40, la zone d'activités En Beauvoir (40 hectares) ;
- le hameau de Cormoz (environ 25 hectares) ;
- un ensemble résidentiel composé de pavillons de la deuxième moitié du XXe siècle (environ 40 hectares), dans la continuité du bâti d'Ambérieu et Saint-Denis, au bord de la déviation d'Ambérieu.

### Occupation des sols
L'occupation des sols de la commune, telle qu'elle ressort de la base de données européenne d’occupation biophysique des sols Corine Land Cover (CLC), est marquée par l'importance des territoires agricoles (69 % en 2018), en diminution par rapport à 1990 (70,9 %). La répartition détaillée en 2018 est la suivante : 
terres arables (66,9 %), zones industrielles ou commerciales et réseaux de communication (11,3 %), forêts (9,5 %), zones urbanisées (7,4 %), mines, décharges et chantiers (2,6 %), zones agricoles hétérogènes (1,9 %), milieux à végétation arbustive et/ou herbacée (0,2 %), prairies (0,1 %).
L'évolution de l’occupation des sols de la commune et de ses infrastructures peut être observée sur les différentes représentations cartographiques du territoire : la carte de Cassini (XVIIIe siècle), la carte d'état-major (1820-1866) et les cartes ou photos aériennes de l'IGN pour la période actuelle (1950 à aujourd'hui).

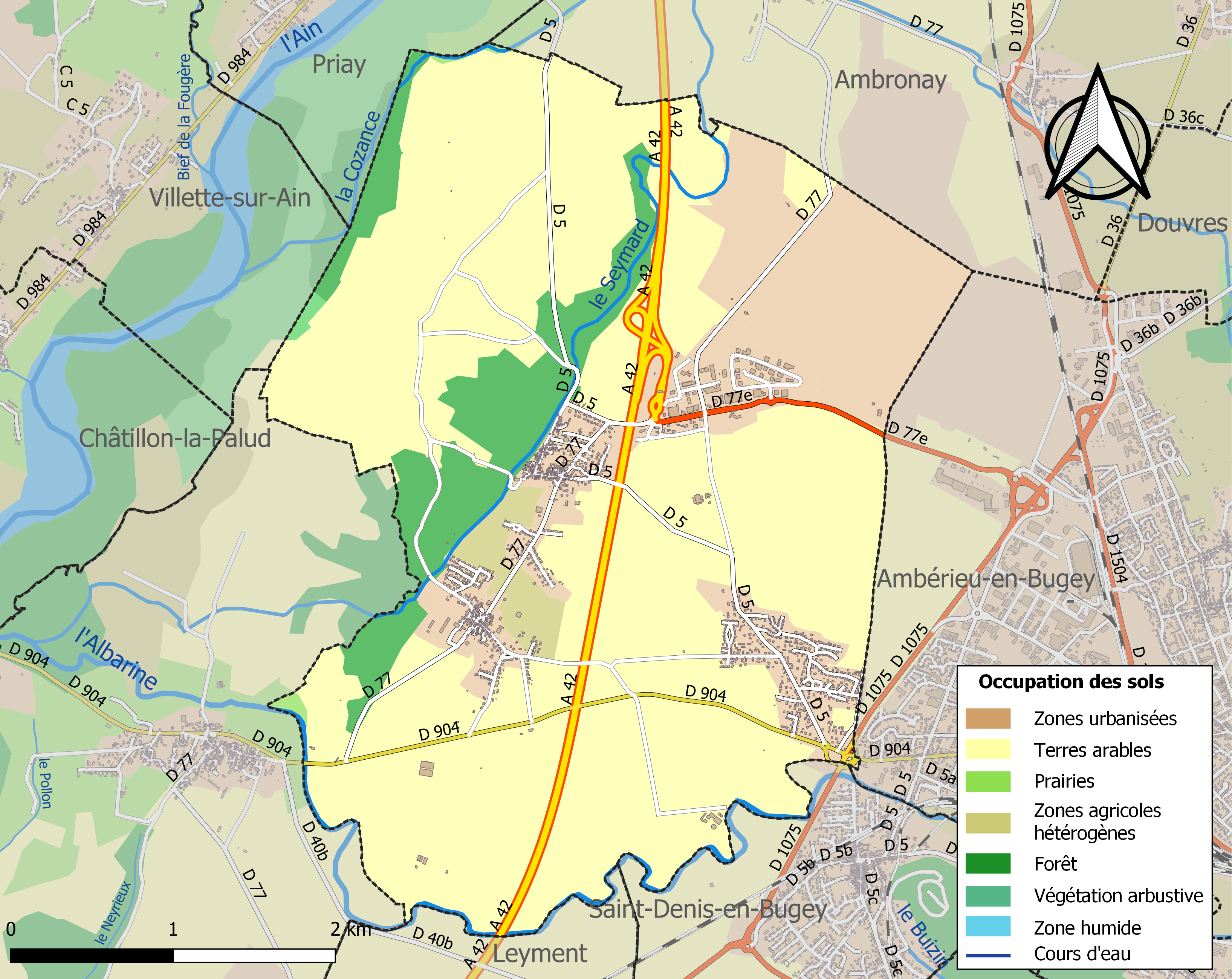
Carte des infrastructures et de l'occupation des sols de la commune en 2018 (CLC).

## Héraldique
| Blason de Château-Gaillard (Ain) | Blason  | Coupé de gueules et de sable, aux deux clefs d'argent passées en sautoir surmontant un château de trois tours du même, celle du centre plus petite, ouvert, ajouré et maçonné de sable, brochant sur la partition. |
| Blason de Château-Gaillard (Ain) | Détails | |

## Histoire
La commune (Decanus Castri Gaudiosi, Castrum Galliardum), doit être fort ancienne, comme l'attestent les objets antiques que l'on y a rencontré, n'apparaît cependant qu'au XVIe siècle.
L'église, sous le vocable de sainte Foy, est une ancienne annexe d'Ambérieu et un ancien doyenné à la collation de l'abbé d’Ambronay. Suivant un concordat de la fin du XVe siècle, le doyen de Château-Gaillard devait payer, au mois de juillet, à l'économe de l'abbaye d’Ambronay, « cinq grands septiers de froment à la mesure du cloître et quatre sous viennois ».
Au début du XIVe siècle, la commune s'appelait Rémens, paroisse distincte de Saint-Maurice-de-Rémens, et dont le nom fut substitué au profit de celui du château, rebaptisé probablement en « Château-Gaillard ».

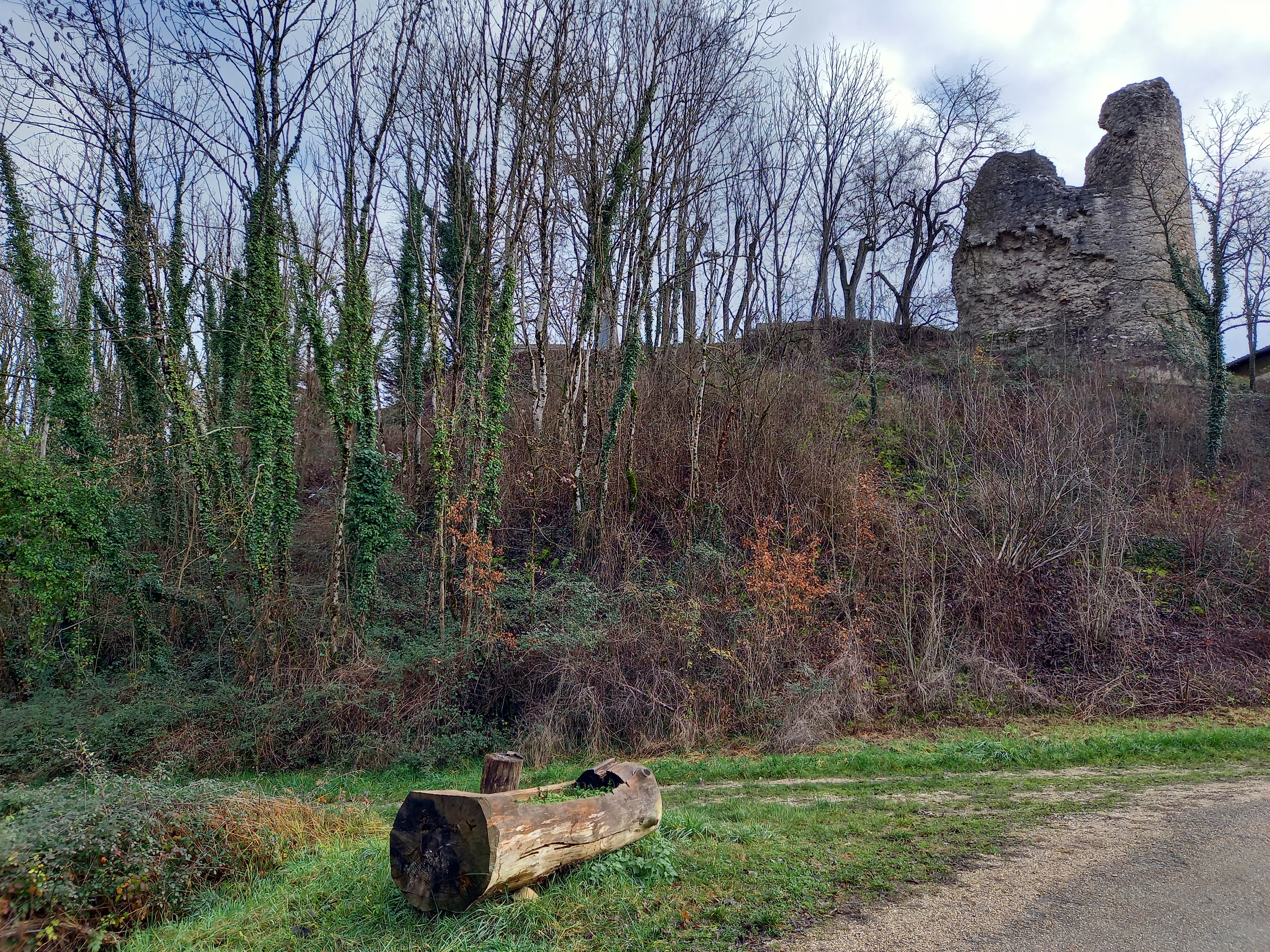
Le château savoyard ruiné de Château-Gaillard dans la plaine de l'Ain.

L'édification de ce château par les comtes de Savoie, dans la plaine près de la rivière Ain, se situe dans le contexte de la guerre delphino-savoyardes, opposant, au début du XIVe siècle, le Dauphiné et la Savoie et dans le but probable de couper la route du nord aux dauphinois et ainsi d'isoler les sires de Thoire-Villars, leurs alliés, formant ainsi une ligne de défense continue entre Saint-Germain-d'Ambérieu et la rivière Ain. La bâtie de Saint-Denis-le-Chosson est érigée entre 1323 et 1326  et c'est durant ce contexte et à la même période que la bâtie en pierre de Rémens est édifiée.
En 1335, est ratifié le traité de Chapareillan, qui déplace la frontière entre le Comté de Savoie et le Dauphiné au niveau de l'Albarine. Rémens devient officiellement savoyard alors que Saint-Maurice-de-Rémens reste dauphinois. Néanmoins, la guerre entre le Dauphiné et la Savoie continue.
En 1355, le traité de Paris est signé entre le roi de France et le comte Amédée VI de Savoie , déplaçant définitivement la frontière entre le Dauphiné et la Savoie au niveau du Rhône.
Avant l'édification du château ou de la Bâtie, Rémens se trouvait dans la châtellenie de Saint-Germain-d'Ambérieu. Vers 1347, l'édification du château étant bien avancé, le château devint le siège d'une châtellenie et d'un mandement propres ; les travaux ayant débuté le 19 juillet 1345, sous la conduite de Jean de Croso de Montmélian « député par la seigneur Amédée comte de Savoie et le seigneur Amédée comte de Genève son tuteur, pour les travaux de la bâtie ou nouveau château de Rémens sous Saint-Germain ». Il en sera nommé châtelain le 24 juin 1346 et ce jusqu'au 2 mai 1351. Lui succède à cette charge : Amblard de La Balme, dit de Fromentes, du 2 mai 1351 au 6 mars 1352 exclu ; Pierre de Rossillon, châtelain du 1er mai 1352 au 13 février 1353 exclu et Jean de Montferrand, damoiseau, châtelain, du 13 février 1353 au 3 février 1354 exclu. En 1357, le comte Amédée VI de Savoie inféode la bâtie de pierre à Jean de Longecombe.
C'est à cette date-là, en 1357, que Rémens change de nom et devient Château-Gaillard.
Le 19 février 1416, le comté de Savoie est érigé en duché de Savoie.
Le modeste château de Château-Gaillard appartient ensuite, durant les XVe, XVIe et XVIIe siècles, à la famille de Montferrand. Cette famille noble, proche des ducs de Savoie, résidait au château de Montferrand à Lagnieu.
Le 17 janvier 1601, est signé le traité de Lyon qui permet le rattachement de la Bresse et du Bugey au royaume de France. À cette date, le village de Château-Gaillard devient français. Les pays d'Ain sont alors intégrés dans la province de Bourgogne.
En 1912, Antoine de Saint-Exupéry traverse souvent Château-Gaillard à bicyclette, depuis Saint-Maurice-de-Rémens, pour se rendre à la base aérienne d'Ambérieu-en-Bugey, observer les avions et discuter avec les mécaniciens. Au mois de juillet, il y effectue son baptême de l'air sur un avion monoplan W2bis.

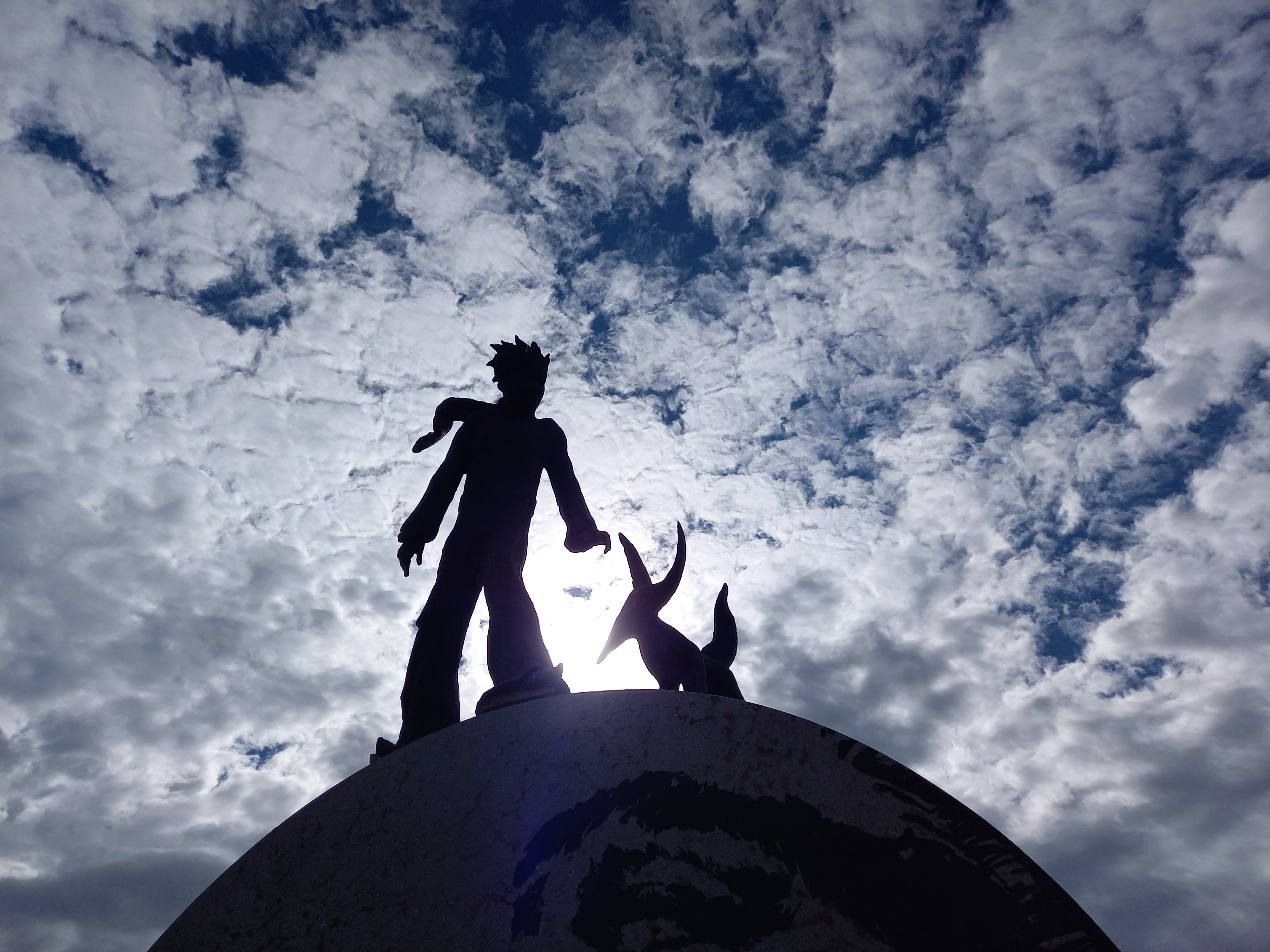
Sculpture du Petit Prince et du Renard de Saint-Exupéry par Stéphane Paret à Château-Gaillard

## Politique et administration

### Découpage territorial
La commune de Château-Gaillard est membre de la communauté de communes de la Plaine de l'Ain, un établissement public de coopération intercommunale (EPCI) à fiscalité propre créé le 15 décembre 2002 dont le siège est à Chazey-sur-Ain. Ce dernier est par ailleurs membre d'autres groupements intercommunaux.
Sur le plan administratif, elle est rattachée à l'arrondissement de Belley, au département de l'Ain et à la région Auvergne-Rhône-Alpes. Sur le plan électoral, elle dépend du  canton d'Ambérieu-en-Bugey pour l'élection des conseillers départementaux, depuis le redécoupage cantonal de 2014 entré en vigueur en 2015, et de la cinquième circonscription de l'Ain  pour les élections législatives, depuis le dernier découpage électoral de 2010.

### Administration municipale
La commune compte entre 1 500 et 2 499 habitants, le conseil municipal est donc composé de dix-neuf membres.

### Liste des maires
| Période                                  | Période  | Identité          | Étiquette   | Qualité                                                                                     |
| ---------------------------------------- | -------- | ----------------- | ----------- | ------------------------------------------------------------------------------------------- |
| 1995                                     | 1997     | Raymond Chaudy    |             |                                                                                             |
| 1997                                     | 2001     | Christian Jaspard |             |                                                                                             |
| 2001                                     | 2008     | Rolland Martin    |             |                                                                                             |
| 2008                                     | En cours | Joël Brunet       | DVD puis LR | Chef d'entreprise en retraite Conseiller départemental depuis 2021 Réélu en 2014 et en 2020 |
| Les données manquantes sont à compléter. |          |                   |             |                                                                                             |

## Démographie

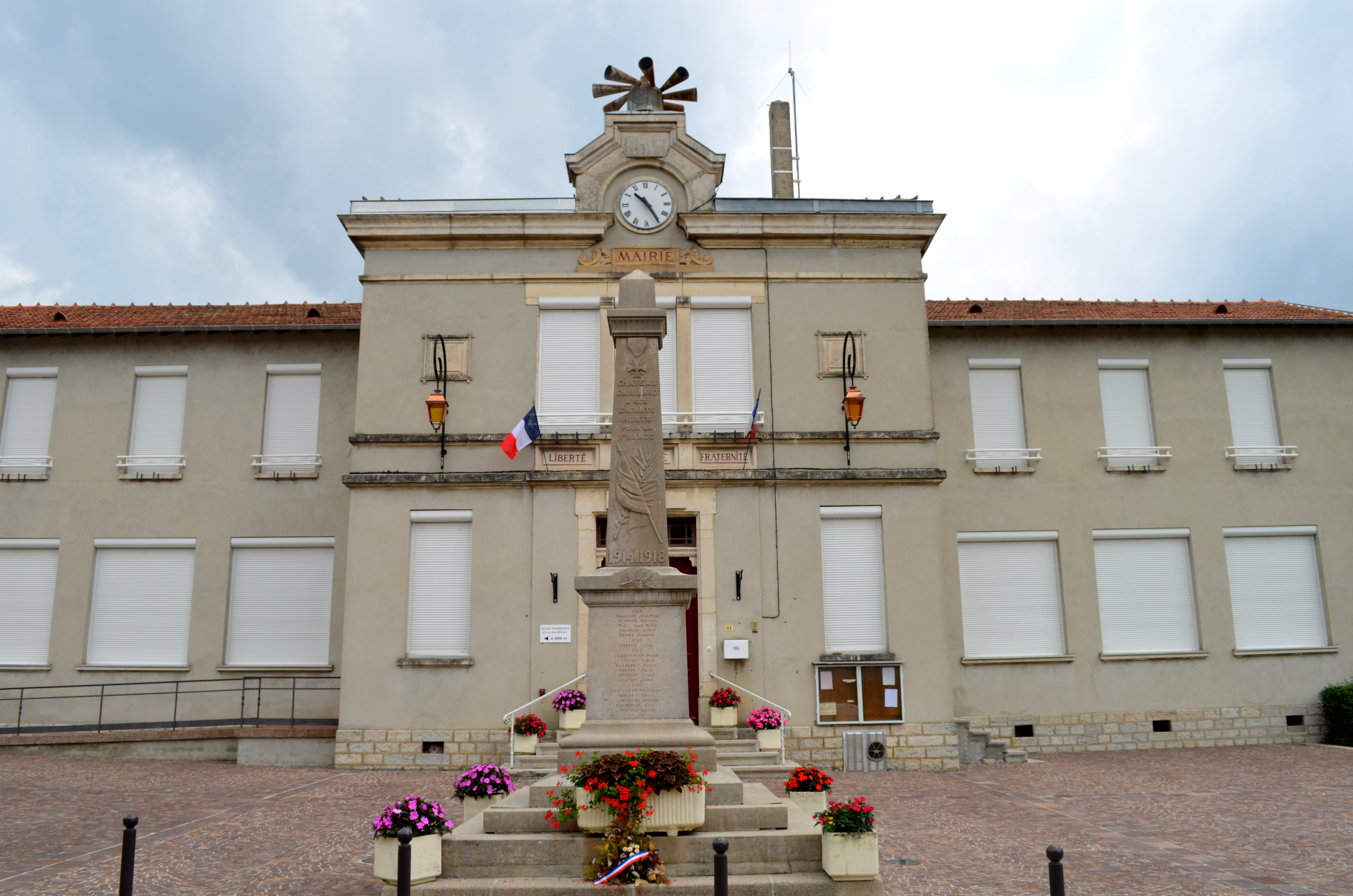
L'ancien hôtel de ville et le monument aux morts.

L'évolution du nombre d'habitants est connue à travers les recensements de la population effectués dans la commune depuis 1793. Pour les communes de moins de 10 000 habitants, une enquête de recensement portant sur toute la population est réalisée tous les cinq ans, les populations de référence des années intermédiaires étant quant à elles estimées par interpolation ou extrapolation. Pour la commune, le premier recensement exhaustif entrant dans le cadre du nouveau dispositif a été réalisé en 2004.
En 2022, la commune comptait 2 408 habitants, en évolution de +15,77 % par rapport à 2016 (Ain : +5,15 %, France hors Mayotte : +2,11 %).
| 1793 | 1800 | 1806 | 1821 | 1831 | 1836 | 1841 | 1846 | 1851 |
| ---- | ---- | ---- | ---- | ---- | ---- | ---- | ---- | ---- |
| 700  | 533  | 542  | 602  | 628  | 622  | 594  | 621  | 651  |

| 1856 | 1861 | 1866 | 1872 | 1876 | 1881 | 1886 | 1891 | 1896 |
| ---- | ---- | ---- | ---- | ---- | ---- | ---- | ---- | ---- |
| 635  | 608  | 580  | 541  | 566  | 554  | 573  | 537  | 512  |

| 1901 | 1906 | 1911 | 1921 | 1926 | 1931 | 1936 | 1946 | 1954 |
| ---- | ---- | ---- | ---- | ---- | ---- | ---- | ---- | ---- |
| 468  | 443  | 418  | 401  | 433  | 457  | 409  | 421  | 401  |

| 1962 | 1968 | 1975 | 1982 | 1990  | 1999  | 2004  | 2006  | 2009  |
| ---- | ---- | ---- | ---- | ----- | ----- | ----- | ----- | ----- |
| 428  | 439  | 698  | 832  | 1 027 | 1 370 | 1 605 | 1 668 | 1 760 |

| 2014  | 2019  | 2022  | - | - | - | - | - | - |
| ----- | ----- | ----- | - | - | - | - | - | - |
| 1 999 | 2 253 | 2 408 | - | - | - | - | - | - |

## Économie
Revenus de la population et fiscalité
En 2017, selon l'enquête de l'Insee, le revenu fiscal médian par ménage par foyer était en 2017 de 22 250 € ; 56,0 % des foyers fiscaux de la commune étaient alors imposables.
Emploi
En 2017, la population de Château-Gaillard se répartissait ainsi : 79,7 % d'actifs, et 7,0 % de retraités.
activité agricole
Avant la création de la zone d'activité près du page autoroutier, la commune était surtout tournée vers l'agriculture et l'élevage laitier.

## Culture locale et patrimoine

### Lieux et monuments

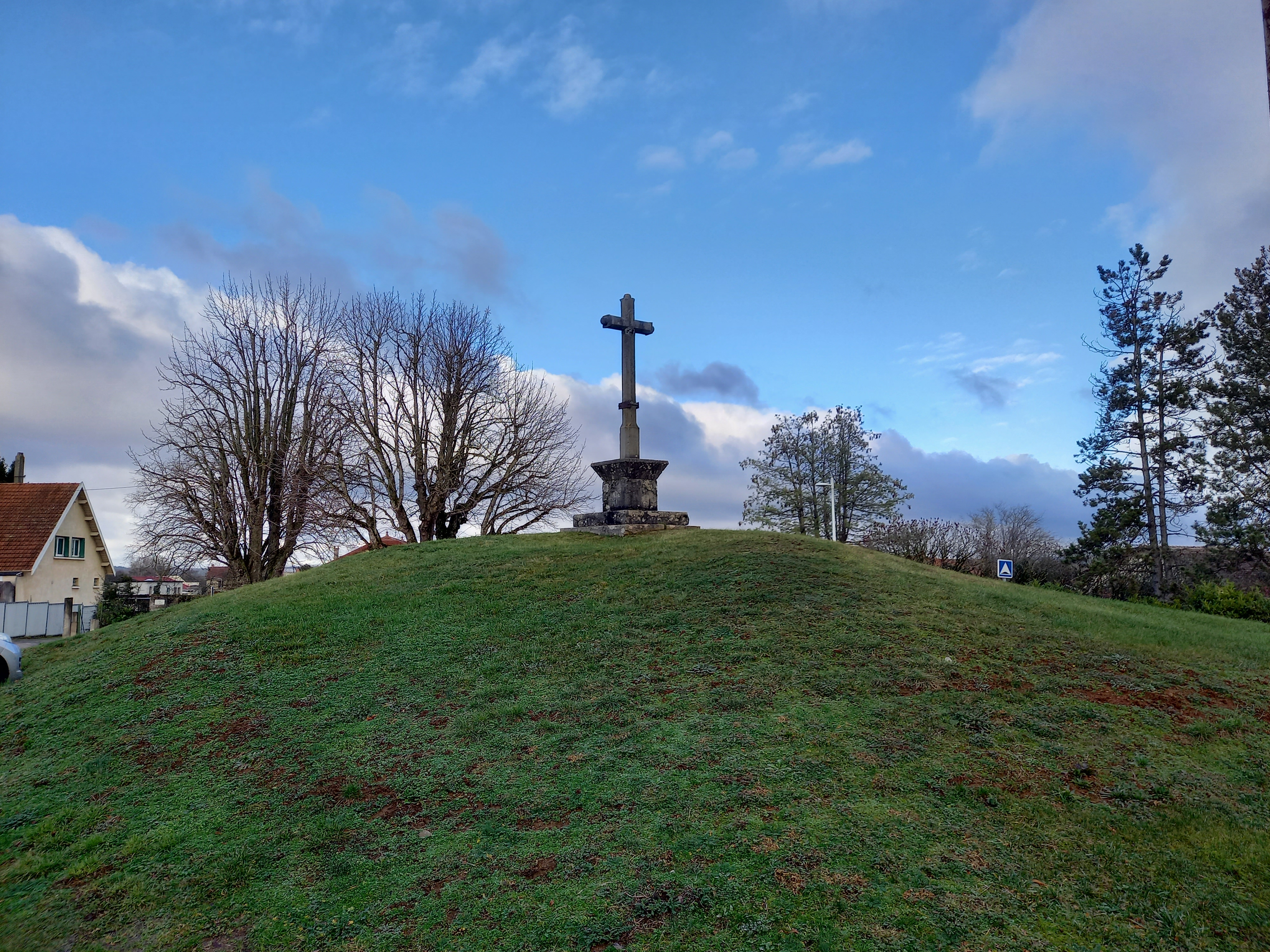
Tumulus de Cormoz.

- Nécropole protohistorique avec présence d'un tumulus à Cormoz.

Cette nécropole celte présente des tombes datant de l'âge du bronze et de l'âge du fer. Le tumulus, situé à l'entrée est du village, est surmonté d'une croix.
- Nécropole protohistorique du recourbe.

Cette nécropole, fouillée lors de la construction de l'autoroute, montre des vestiges d'habitations gallo-romaines et médiévales (village carolingien et mérovingien), ainsi que des tombes protohistoriques,.
- Église Sainte-Foy

L'église est située sur le point le plus élevé de la commune.
- Tour en ruine du château de Rémens-sous-Saint-Germain.

Le château médiéval en pierre, de forme triangulaire, a été construit entre 1344 et 1347, lors des guerres delphino-savoyardes qui opposaient le dauphin de Viennois au comte de Savoie. La basse vallée de l'Ain était alors disputée par les deux seigneurs. Ce château savoyard dépendait du château de Saint-Germain d'Ambérieu, avant de devenir un centre de châtellenie en 1347.

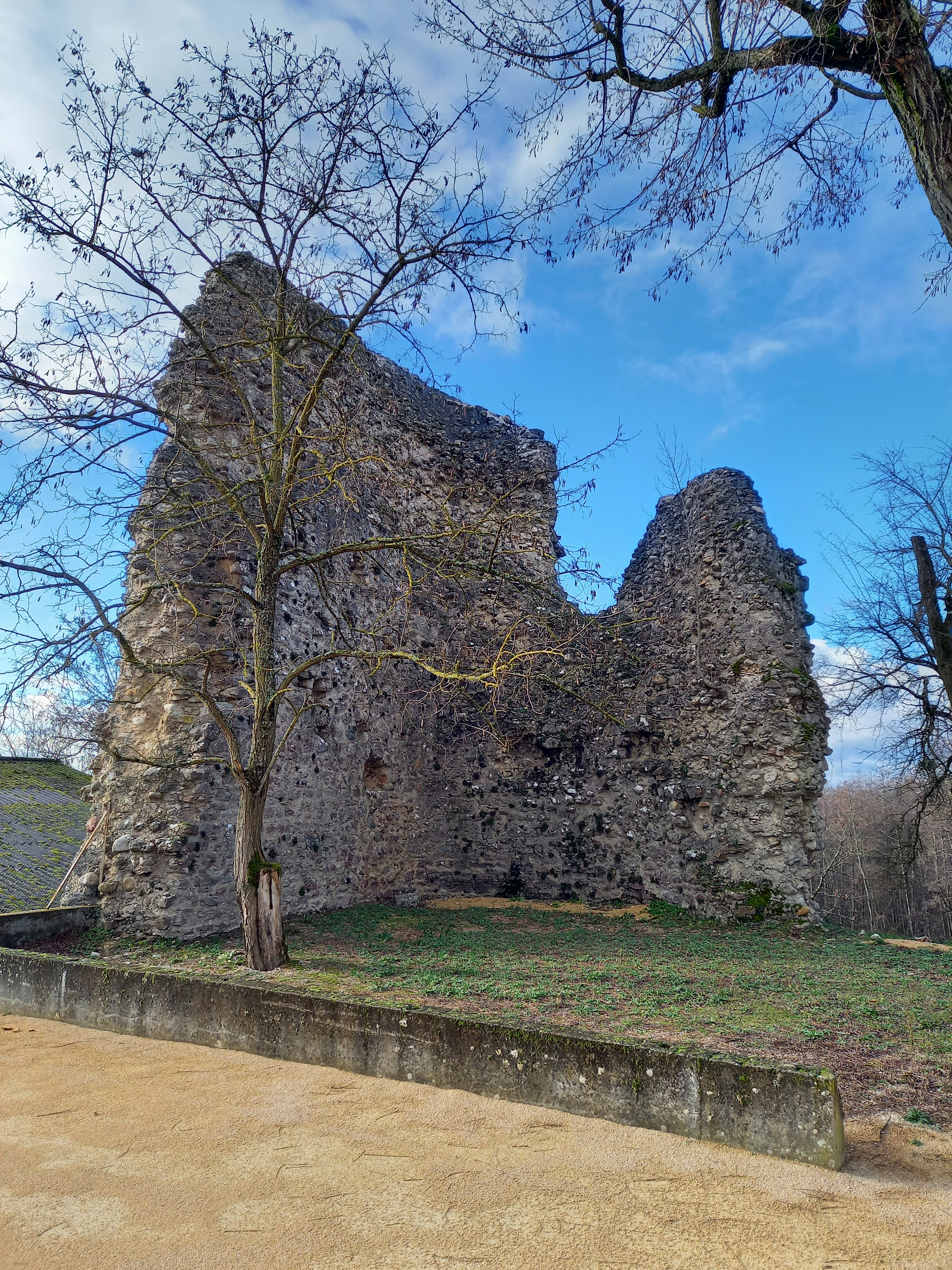
Vestige du château savoyard de Rémens à Château-Gaillard dans la plaine de l'Ain.

Le 6 avril 1344, Pierre de la Balme, chevalier, bailli du Bugey et châtelain de Saint-Germain, lance les travaux de construction du châteauneuf en le nommant château de Rémens-sous-Saint-Germain. De structure triangulaire, et entouré de fossés, le château possède un angle qui fait face à la bâtie de Saint-Denis-le-Chosson , un angle vers l'église et un dernier vers Ambérieu. Le périmètre du château est alors de 41 toises. Plusieurs échiffes et balistes permettent la défense de l'édifice. Les pierres proviennent des creusements des fossés et des carrières de saint-Germain, le bois de chêne provient de la forêt de Seillon et le bois de sapin provient des montagnes bugistes de Saint-Sulpice, acheminés via l'Albarine.
Sa fonction défensive fut de courte durée car le traité de Paris en 1355 mit fin à la guerre delphino-savoyarde.
En 1357, le château de Rémens est inféodé à Jean de Longecombe. Dès lors, on ne parle plus de Rémens, mais de Château-Gaillard.
Parmi ces fortifications médiévales, il ne reste, désormais, qu'un pan de mur angulaire ruiné qui domine l'actuel boulodrome, à proximité de l'église. Le terrain de boulodrome donne une idée de la superficie du château savoyard.

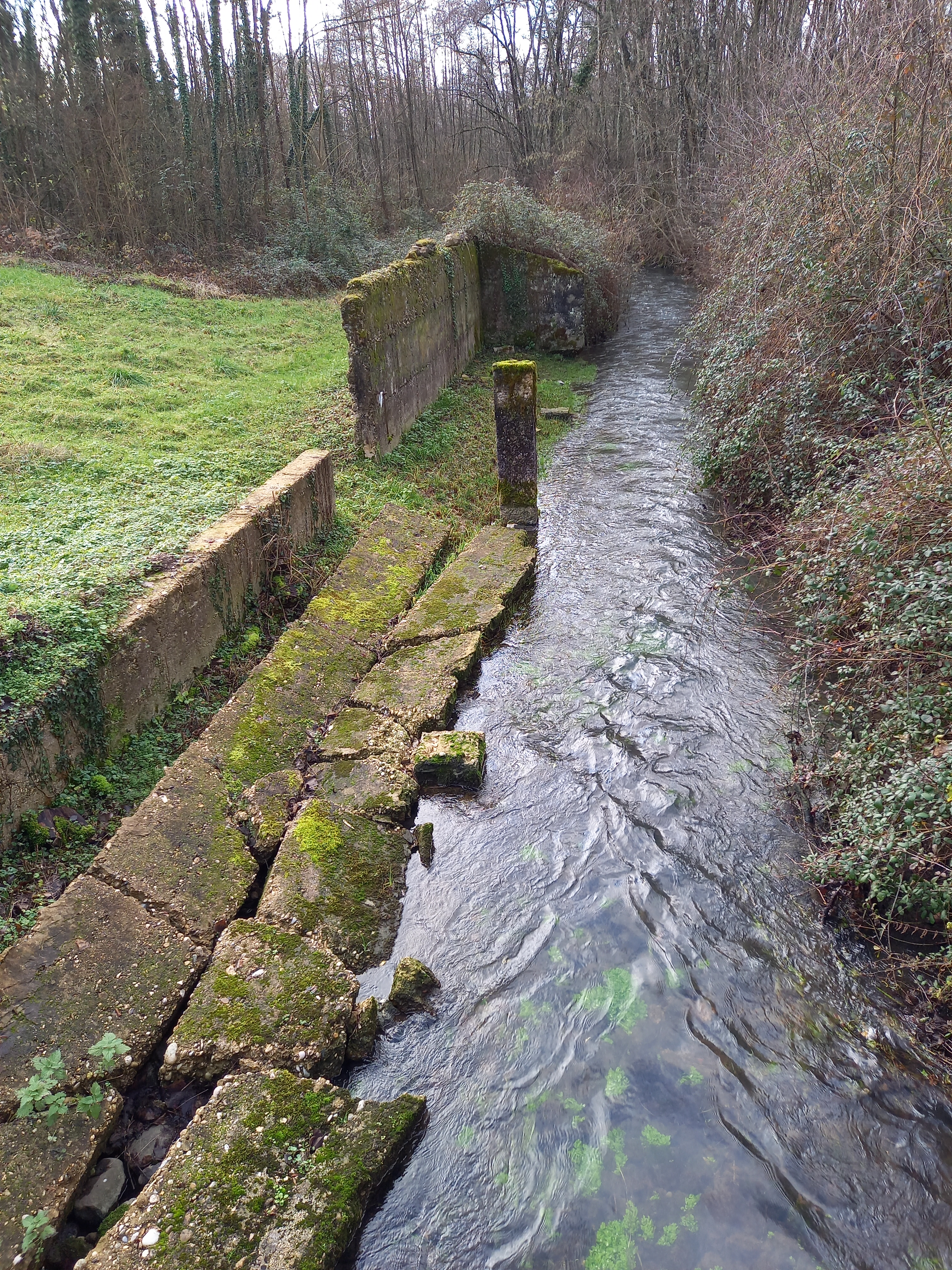
Lavoir ruiné de Château-Gaillard au bord du Seymard.

- Lavoir sous l'église

Ce lavoir, ruiné, se situe au bord du Seymard, en contrebas du château.
- Lavoir à Cormoz

Ce lavoir, bien conservé, se situe au bord du Seymard, au niveau du hameau de Cormoz.
- Nouvelle mairie de Château-Gaillard.

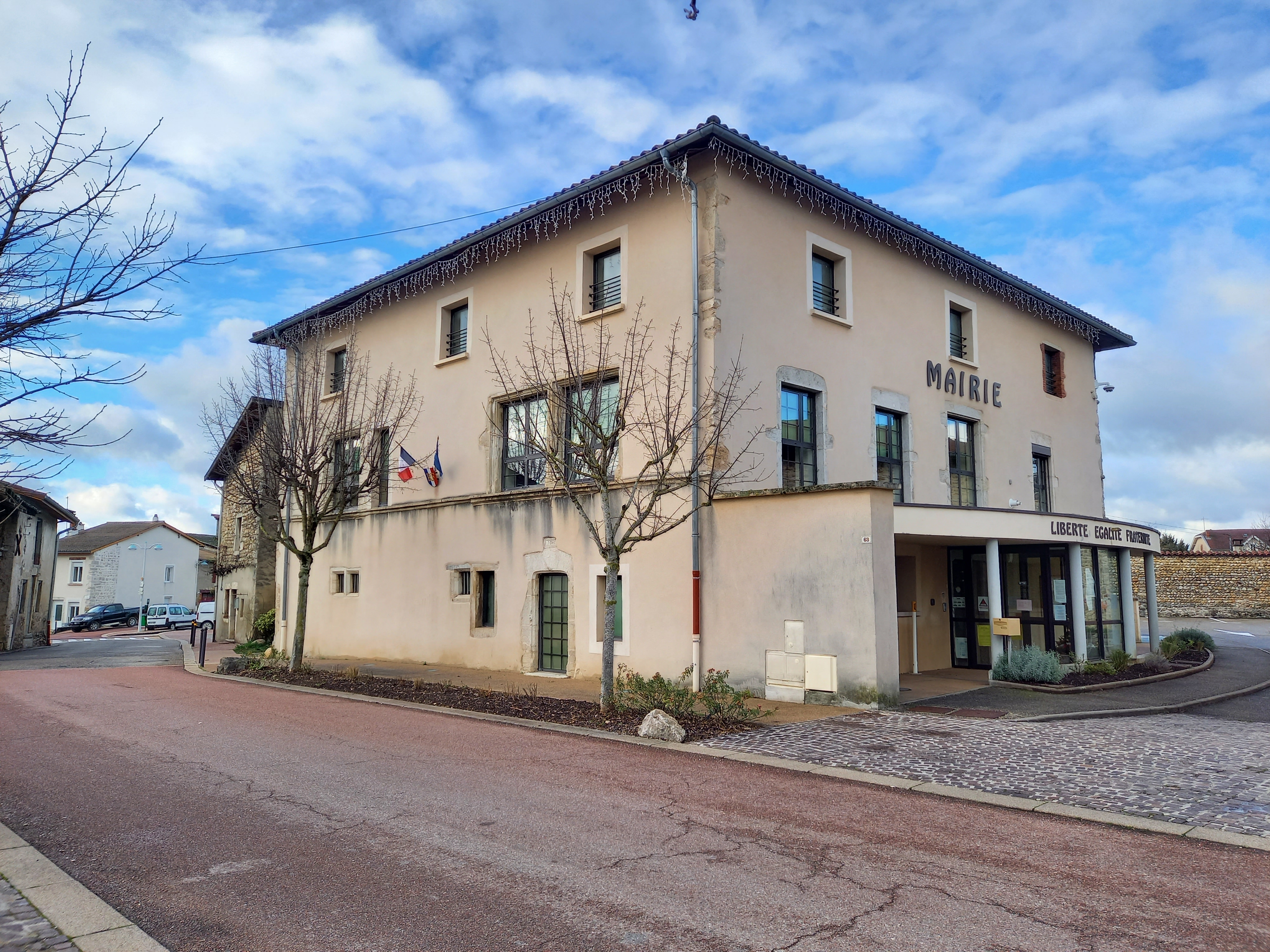
Nouvelle mairie de Château-Gaillard.

Ce grand édifice possède des fenêtres gémellaires taillées dans du calcaire et une porte où l'on peut lire, sur le fronton, la date 1605. Elle fut la propriété privée de Louis Joseph Tavier, maire de cette commune de 1911 à 1935, entrepreneur de battage et propriétaire d'un restaurant en face de la mairie (il fut le premier à acquérir une moissonneuse-batteuse et fut décoré chevalier officier du mérite agricole. Sa tombe reste la plus imposante du cimetière communal et rappelle son implication dans la vie agricole locale ).
- Sculpture au giratoire de la sortie d'autoroute

Sculpture du Petit Prince et du Renard de Saint-Exupéry par Stéphane Paret à Château-Gaillard

Une sculpture en pierre et en bronze, réalisée par le rambertois Stéphane Paret, représente le Petit Prince et le Renard regardant la base aérienne, en hommage à Antoine de Saint-Exupéry qui y fit son baptême de l'air.

### Patrimoine naturel

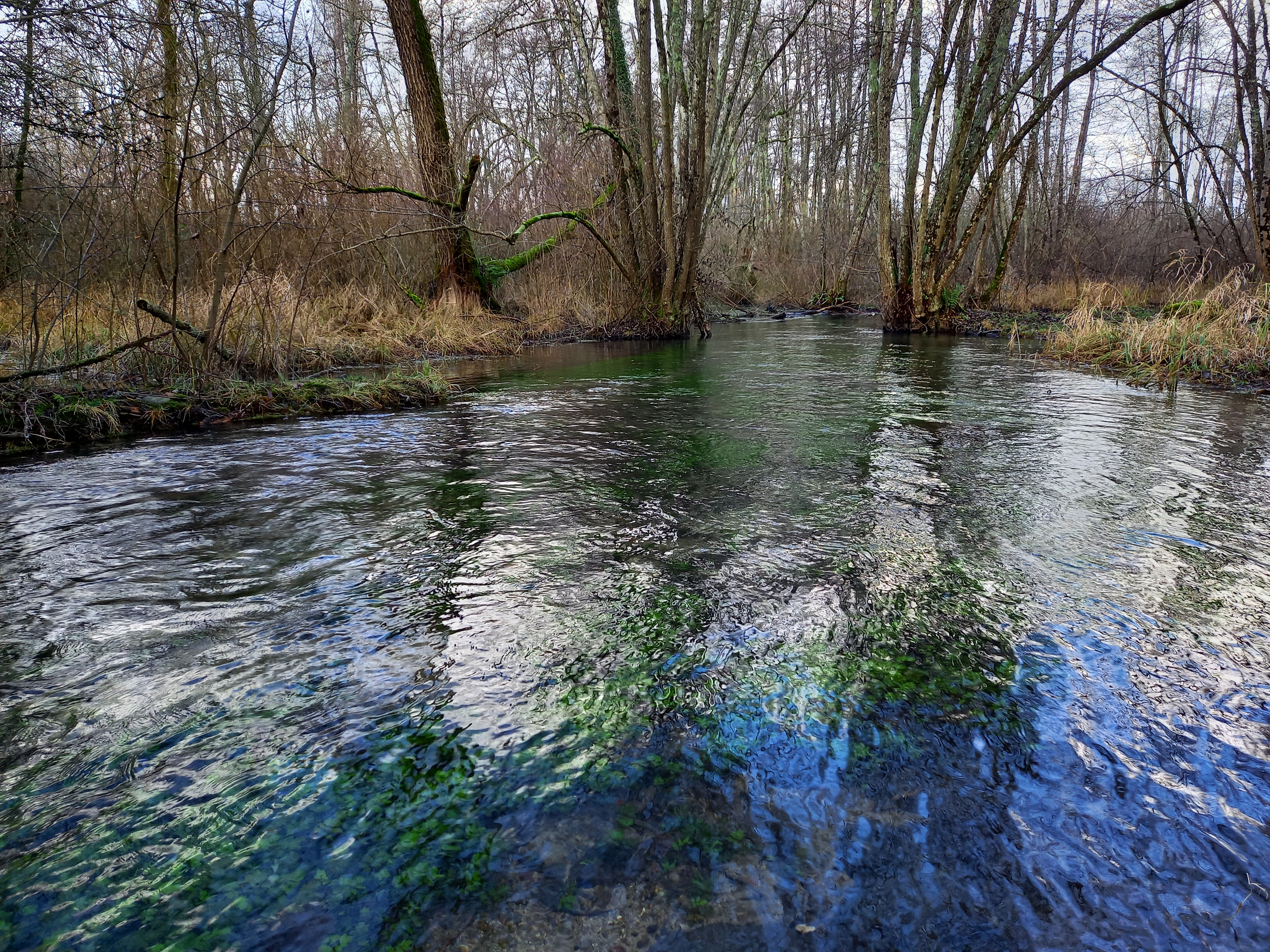
Le Seymard à Cormoz.

Château-Gaillard présente des territoires classés "natura2000" et ZNIEFF. Ces territoires correspondant au lit majeur de l'Ain occupé par une ripisylve sauvage où vivent des espèces protégées telles que le castor , la loutre , divers odonates comme l'agrion de Mercure , divers coléoptères comme le lucane cerf-volant...